# Běstvina-krypta
Das Fauna-Flora-Habitat-Gebiet Běstvina-krypta liegt unterhalb der St.-Johannes-Kirche in der tschechischen Ortschaft Běstvina im Gebiet der Böhmisch-Mährischen Höhe. Das nur 325 m² große Schutzgebiet gehört zum europäischen Schutzgebietsnetz Natura 2000. Es umfasst die etwa 12 × 3 m große und 2 m hohe Krypta unter dem Kirchenschiff. Die Krypta mit einer Gewölbedecke ist nur durch kleine Lüftungsöffnungen für Tiere erreichbar. Ansonsten ist die Krypta verschlossen und nur durch einen Bodenzugang hinter dem Hauptportal für Quartierkontrollen begehbar. Die besondere Bedeutung ergibt sich durch die hier überwinternden Kleinen Hufeisennasen, eine Art des Anhangs II der FFH-Richtlinie. Es wurden bereits mehr als 200 Exemplare gezählt.

## Schutzzweck
Folgende Arten von gemeinschaftlichem Interesse kommen im Gebiet vor:
| Bild | EU Code | * | Art                 | wissenschaftlicher Name  | Artengruppe |
| ---- | ------- | - | ------------------- | ------------------------ | ----------- |
|      | 1303    |   | Kleine Hufeisennase | Rhinolophus hipposideros | Säugetiere  |